# Uncaria guianensis
La Uña de gato o Uncaria guianensis, es una especie de género Uncaria que se encuentra en Guyana.

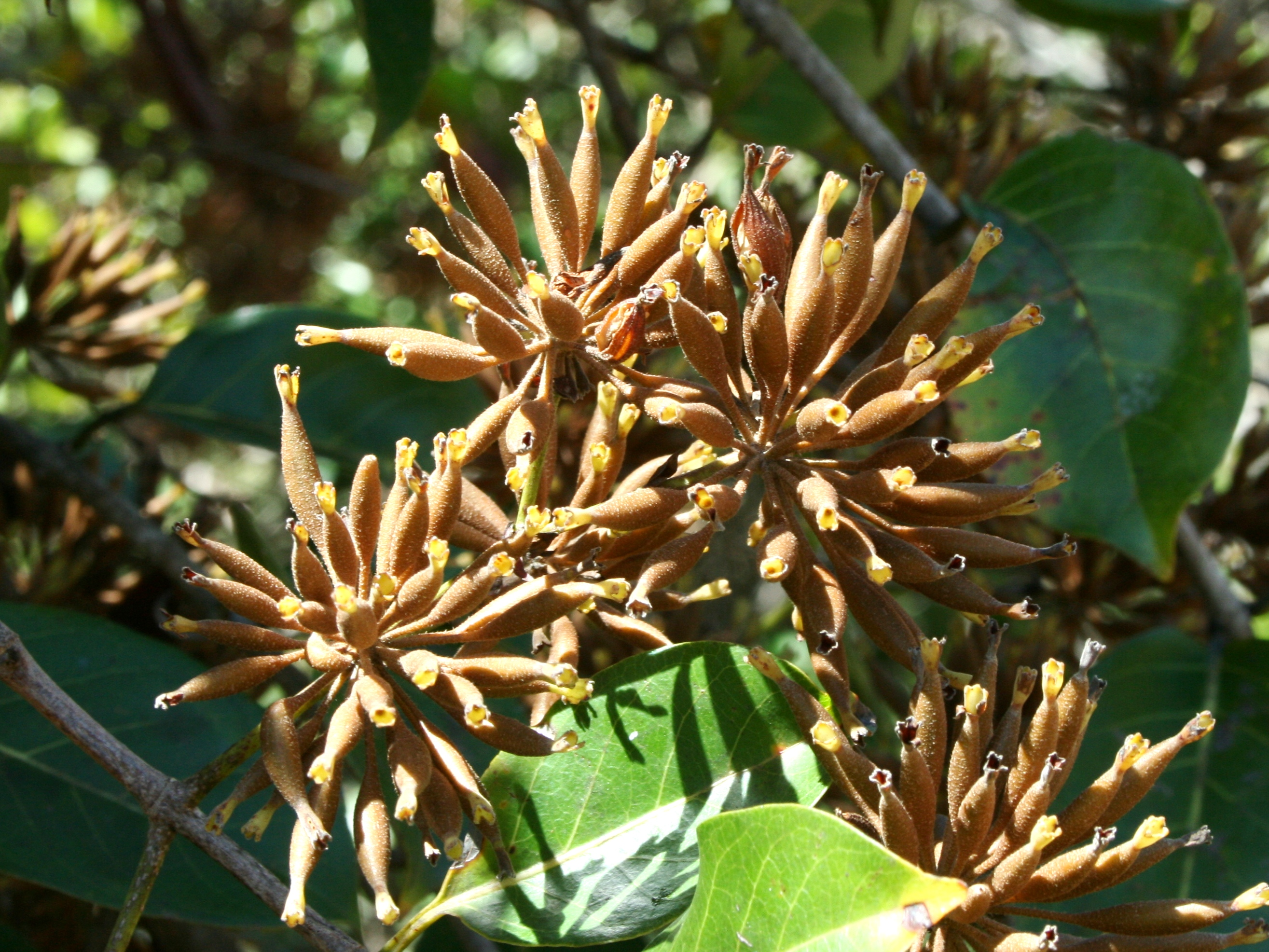
Vista de la planta

## Propiedades
U. guianensis contiene muchos principios activos como ((-)-catechina, alcaloides, beta-Sitosterol, campesterol, kaempferol, catecol, catechu, ácido clorogénico, ácido elágico, ácido gálico, hiperósido, ácido oleanólico, rutina, stigmasterol, ácido ursólico) y proanthocianidina B1 y proanthocianidina B2, en la raíz.
U. guianensis se usa para la osteoartritis.
U. guianensis usado para evitar la degradación de los cartílagos.

## Taxonomía

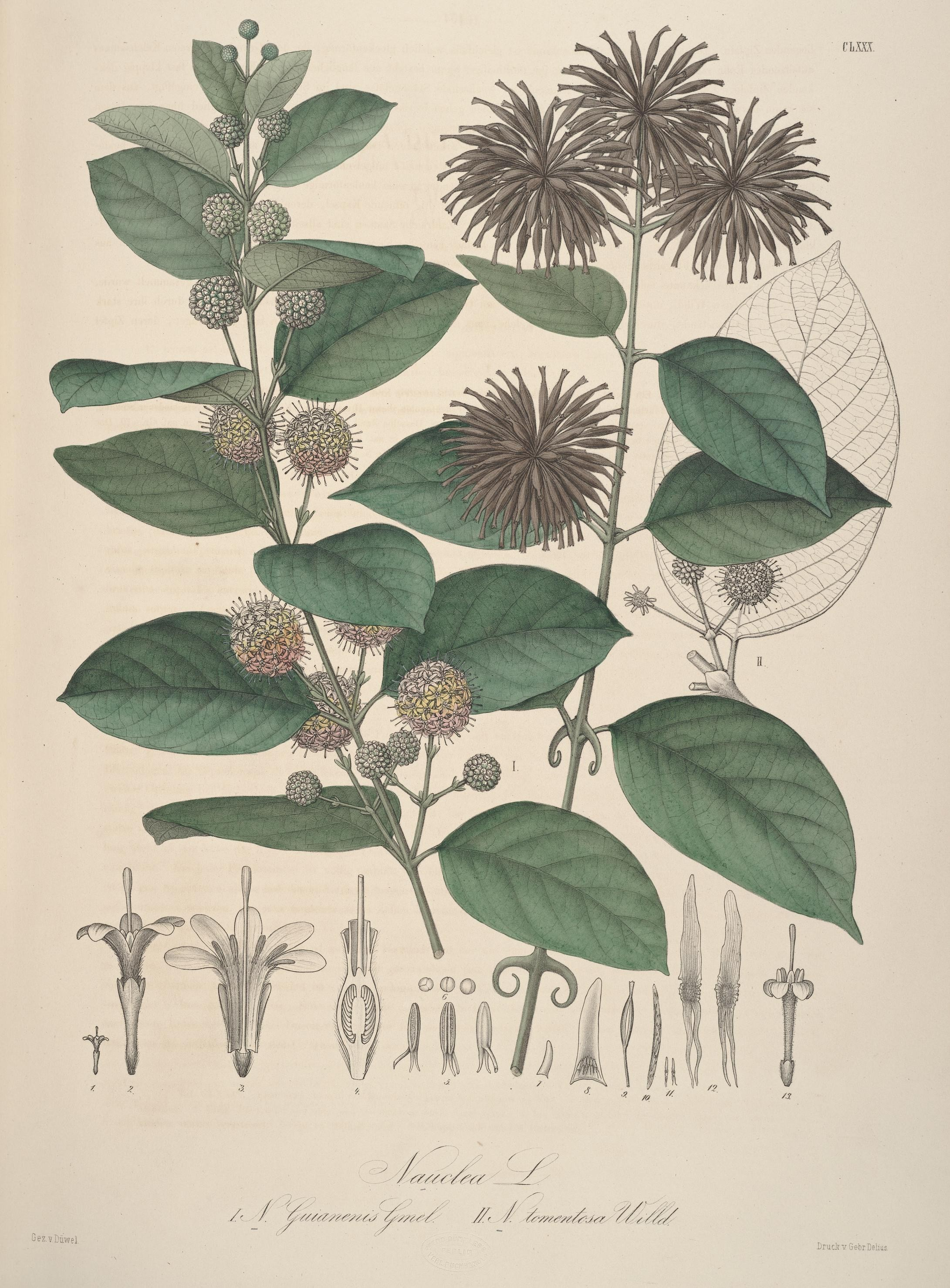
Pl. CLXXX Florae Columbiae

Uncaria guianensis fue descrita por (Jean Baptiste Christophore Fusée Aublet) Johann Friedrich Gmelin y publicado en Systema Naturae... editio decima tertia, aucta, reformata 2: 370, en el año 1791.
Etimología
Uncaria: nombre genérico que deriva de la palabra latína uncus, que significa "un gancho". Se refiere a los ganchos, formados a partir de ramas reducidas, que las trepadoras de Uncaria utilizan para aferrarse a otra vegetación.
guianensis: epíteto geográfico que alude a su localización en Guyana. 
Sinonimia
- Nauclea aculeata (Willd.) Willd.
- Nauclea guianensis (Aubl.) Poir.
- Ourouparia guianensis Aubl.	basónimo
- Uncaria aculeata Willd.
- Uncaria spinosa Raeusch.
- Uruparia versicolor Raf.[8]